# 殿村菟絲子
殿村 菟絲子（とのむら としこ、1908年4月25日 - 2000年2月9日）は、東京都出身の俳人。本名壽（とし）。旧姓は山田。深川（現江東区）生。東京府立第一高等女学校（現都立白鷗高等学校）卒。少女期に短歌を学んだが、結婚により中止。1936年、水原秋桜子選の毎日俳壇に投句をはじめ、1938年「馬酔木」に入会、秋桜子に師事。1941年、「鶴」にも投句。
戦後1954年、加藤知世子、野澤節子、柴田白葉女らと女性俳句懇話会を結成、機関誌「女性俳句」を創刊。1972年「万蕾」を創刊、主宰。1978年『晩緑』で第18回俳人協会賞受賞。代表区に「鮎落ちて美しき世は終わりけり」（句集『晩緑』）、「オルガンに繪硝子の夏日灯と紛ふ」（句集『繪硝子』）など。洗練された情感のこまやかな句を詠んだ。句集に『繪硝子』『路傍』『牡丹』『旅雁』『樹下』『晩緑』『菟絲』など、随筆に『季節の雑記』などがある。